# 云阳县
云阳县位于中国重庆市东部，位于长江上游，是三峡工程库区腹心地带。东邻奉节县，南临湖北省利川市，西临重庆市万州区，北接开州区、巫溪县。云阳县发展迅速，大数据产业、大健康产业和旅游业日渐繁荣，是中国西部百强县，2021年地区生产总值达528亿，位居重庆各县第一位。全县常驻人口达92万（2021年），其中县城城区人口超过42万，全县城镇化率接近60％。在城市建设方面，云阳县是全国文明城市、全国卫生县城、中国优秀旅游城市，拥有干净整洁富有品味的城市街道和景观，拥有中国5A级风景区龙缸，2个4A级景区张飞庙、三峡梯城，旅游资源丰富。另外云阳生产的鲜面，占据中国70％以上的市场，是云阳布局全国的重要产业，目前云阳在推动鲜面生产的智能化、数据化管理工作，正在建构中国鲜面制造的行业标准。

## 历史沿革
周赧王元年（前314年），秦灭巴国在原巴国置巴郡，在云阳地域建朐忍县。北周天和三年（568年）县治迁汤口（今云阳镇），更名云安县，隶巴东郡。元朝至元二十年（1283年）省县入军，军改为州，为云阳州，属夔州路。明朝洪武六年（1373年）十二月，州降为县，为云阳县，属夔州。
1999年9月28日，县治从云阳镇迁至双江镇，是三峡库区迁移最远的全迁县城，动迁人口超过17万。

## 行政区划
云阳县下辖4个街道办事处、31个镇、6个乡、1个民族乡：
双江街道、青龙街道、人和街道、盘龙街道、龙角镇、故陵镇、红狮镇、路阳镇、农坝镇、渠马镇、黄石镇、巴阳镇、沙市镇、鱼泉镇、凤鸣镇、宝坪镇、南溪镇、双土镇、桑坪镇、江口镇、高阳镇、平安镇、云阳镇、云安镇、栖霞镇、双龙镇、泥溪镇、蔈草镇、养鹿镇、水口镇、堰坪镇、龙洞镇、后叶镇、耀灵镇、大阳镇、外郎乡、新津乡、普安乡、洞鹿乡、石门乡、上坝乡和清水土家族乡。
原属四川省万县地区，地级万县市，1997年随并入重庆市。
云阳县原辖25个镇、40个乡：
- 镇：云阳、云安、江口、双江、凤鸣、盘石、龙角、宝坪、故陵、红狮、南溪、长洪、双土、桑坪、路阳、农坝、高阳、渠马、关市、黄石、巴阳、沙市、鱼泉、盛堡、人和；
- 乡：硐村、毛坝、栖霞、宝塔、院庄、泥溪、耀灵、云峰、票草、新津、龙洞、洞鹿、石门、后叶、养鹿、九龙、上坝、水磨、外郎、里市、普安、堰坪、新阳、塔棚、大阳、白龙、建全、双水、帆水、莲花、凤桥、清水、富家、青山、团坝、千丘、文龙、向阳、龙塘、水口。

2012年1月，根据重庆市关于云阳县行政区划调整的批复，撤销水口乡、蔈草乡、泥溪乡、养鹿乡，设立水口镇、蔈草镇、泥溪镇、养鹿镇。

## 交通
- 348国道过境，汉渝高速已列入国家规划[3][4][5]。

## 旅游资源
- 张飞庙：始建于1700多年前的张恒侯庙素有“巴蜀胜景，文藻胜地”之称，庙宇建筑风格独特，名文名书字画碑刻数百件，其精湛的镌刻艺术将书法神韵表现得淋漓尽致，故有文、书、刻三绝之誉。2001年11月，张飞庙被确定为全国重点文物保护单位。
- 龙缸龙洞：位于云阳县境内东南隅，紧邻湖北利川市，核心区离县城80公里。国家AAAAA级旅游景区，国家地质公园，有“天下第一缸”之美誉，被旅行者称为长江三峡最后的“香格里拉”，被户外爱好者誉为重庆版的“小华山”。2016年国庆假期旅游“旅游服务最佳景区”。
- 磐石城：以雄、险、奇而闻名遐迩的磐石城（又名磨盘寨），四面绝壁，顶面平夷，总面积3.5公顷。磐石城三面环水，雄立云阳新县城后制高处，雨过天晴，烟浮雾涨，磐石城如一叶轻舟在云海中荡漾。1983年，中国城市规划设计院陈古福教授嘱四川规划院将磨盘寨辟为三峡旅游点。
- 长滩河：位于县境东南部，滩多峡长，石笋河、老鸦峡、黄陵峡等全长数十公里，景点众多，雄、险、幽、秀，动人心魄。

### 全国重点文物保护单位
- 张桓侯庙
- 彭氏宗祠

## 云阳武斗
1968年，四川省万县地区发生了九县一市造反派组织武装攻打云阳县城的大规模武斗。从6月2日到8月11日结束，历时两个多月，规模之大、时间之长、造成的损失都在全国罕见。
造成这次事件的主要原因是刘结挺、张西挺为控制即将成立的四川革委会，挑动有不同意见的群众武斗。两月间有约万人直接参加这次武斗，共造成约850人死亡和大量武器弹药、粮食及其它物资耗费。造成人员伤亡最多的四大血案为：凤凰山血案、祖师观血案、城口苦黄垭血案、巫溪朝阳红池坝血案，其中头两处均在云阳境内。

## 教育
截至2015年云阳县有138间学校。截至2005年云阳县有138间学校。在十年内，从2005年到2015年，云阳县学生的人数减少了42,000个人。
截至2015年建全乡有7间学校。 四新村学校有1名学生，另外一个学校有1名学生; 向国正是四新村学校的老师。